# Eldridge (Califòrnia)
Eldridge és una població dels Estats Units a l'estat de Califòrnia. Segons el cens del 2000 tenia 1.534 habitants.

## Demografia
Segons el cens del 2000, Eldridge tenia 1.534 habitants, 521 habitatges, i 321 famílies. La densitat de població era de 925,4 habitants/km².
Dels 521 habitatges en un 35,9% hi vivien nens de menys de 18 anys, en un 46,3% hi vivien parelles casades, en un 10,4% dones solteres, i en un 38,2% no eren unitats familiars. En el 30,3% dels habitatges hi vivien persones soles el 5,8% de les quals corresponia a persones de 65 anys o més que vivien soles. El nombre mitjà de persones vivint en cada habitatge era de 2,44 i el nombre mitjà de persones que vivien en cada família era de 3,1.
Per edats la població es repartia de la següent manera: un 22,7% tenia menys de 18 anys, un 6,3% entre 18 i 24, un 35,5% entre 25 i 44, un 29,1% de 45 a 60 i un 6,3% 65 anys o més.
L'edat mediana era de 38 anys. Per cada 100 dones de 18 o més anys hi havia 94,4 homes.
La renda mediana per habitatge era de 52.656 $ i la renda mediana per família de 62.500 $. Els homes tenien una renda mediana de 35.426 $ mentre que les dones 34.886 $. La renda per capita de la població era de 24.076 $. Cap de les famílies i el 16,3% de la població estaven per davall del llindar de pobresa.

## Poblacions més properes
El següent diagrama mostra les poblacions més properes.